# Полет 611 на „Чайна Еърлайнс“
Полет 611 на „Чайна Еърлайнс“ е редовен пътнически полет от международното летище „Таоюан“, Тайпе в Тайван до международното летище „Хонконг“ в Хонгконг. На 25 май 2002 г. „Боинг 747-209B“, който оперира по маршрута, се разпада на четири части във въздуха 20 минути след излитане и се разбива в Тайванския проток на 43 км североизточно от островите Пенху. Всички 206 пътници и 19 членове на екипажа на борда на самолета са убити, сред тях са тайвански политик и двама репортери на „Юнайтед Дейли Нюз“.
Операцията по издирване е съставена от правителствата на Тайван и Китайската народна република. Открити и идентифицирани са останките на 175 души във водата, като са извадени части от самолета, включително и четирите двигателя. Окончателният доклад от разследването установява, че разпадането по време на полет е причинено от пукнатини от умора на метала в резултат на неправилен ремонт на опашката на самолета преди 22 години. Същият не е извършен в съответствие с Ръководството за структурни ремонти на „Боинг“, което след многократни цикли на херметизация и понижаване на налягането по време на полет довежда до разпадането на фюзелажа.
„Чайна Еърлайнс“ оспорва голяма част от доклада и заявява, че следователите не откриват части от самолета, които могат да докажат съдържанието на доклада от разследването.